# 山田重雄 (小惑星)
山田重雄（やまだ しげお、15916 Shigeoyamada）は小惑星帯の小惑星。埼玉県のアマチュア天文家、佐藤直人が1997年10月に秩父市で発見した。
2007年9月14日、宇宙航空研究開発機構（JAXA）が種子島宇宙センターから打ち上げた月周回衛星かぐや (SELENE)のエンジニア、山田重雄 (1942-2002) に因んで2010年8月に命名された。